# Bat SARS-like coronavirus Khosta-2

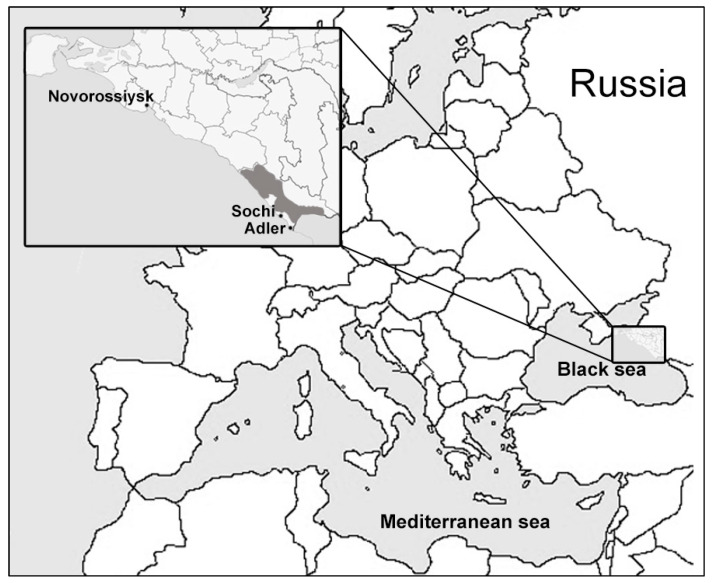
Mappa della regione in cui sono stati raccolti i campioni di pipistrelli. La posizione del Parco Nazionale di Sochi e dell'area circostante è mostrata in grigio.

Il Bat SARS-like coronavirus Khosta-2 è un Sarbecovirus, facente parte del genere Betacoronavirus, scoperto nel 2022 in Russia. Il virus, secondo esperti della Scuola per la Salute globale della Washington State University, ha una proteina spike capace di infettare le cellule umane.
Questi virus sono stati trovati in due varianti, chiamate Khosta-1 e Khosta-2; entrambi formano un lignaggio filogenetico separato, insieme ai virus correlati provenienti dalla Bulgaria e Kenya.
Il virus khosta 2 è stato individuato, al di fuori dell'Asia, nel Territorio di Krasnodar in Russia occidentale, nelle feci e nei tamponi orali del Rhinolophus ferrumequinum e Rhinolophus hipposideros, presenti nelle regioni meridionali della Russia.